# 装甲巡洋艦

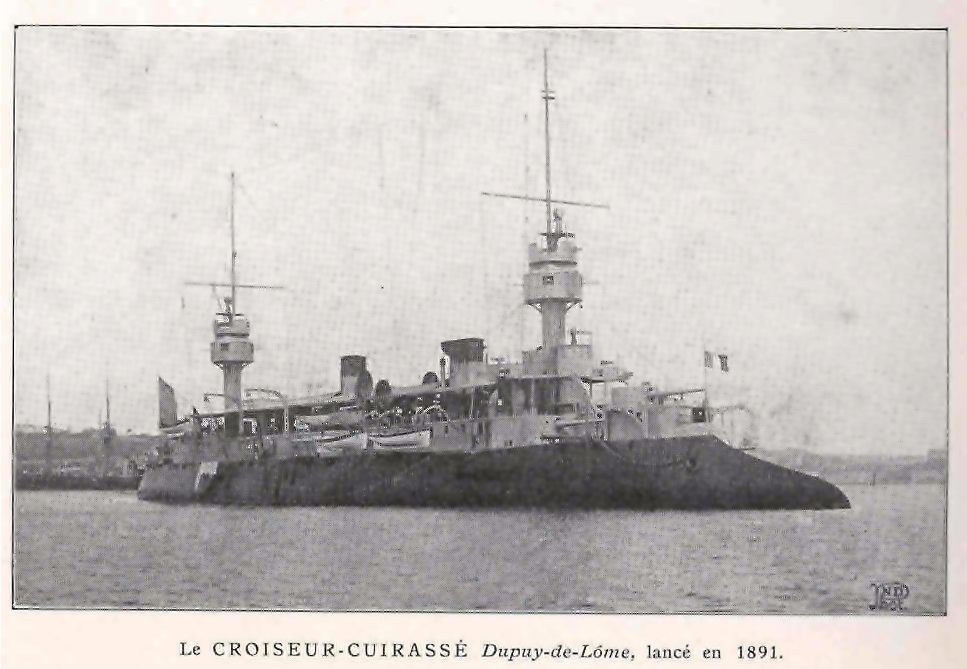
フランス海軍 装甲巡洋艦 デュ・ピュイ・ド・ローム

装甲巡洋艦（そうこうじゅんようかん、英語: Armored cruiser、AC）とは、巡洋艦の一種。
それまでの防護巡洋艦と比し、水線部舷側を防御する装甲帯と装甲板で覆われていることで区別される。
1890年から1910年ごろまで建造された。
快速の巡洋艦に匹敵する速力と、戦艦に準ずる攻撃力と防御力を有し、艦隊決戦から通商破壊に至るまで多様な任務に投入される。
弩級戦艦の登場と共に、大口径砲を搭載した巡洋戦艦に進化した。
巡洋戦艦の発展とともに存在意義が薄れ、消滅したともされるが、実際には規模の大き過ぎる巡洋戦艦を補完する目的で装甲巡洋艦は存在し続け、特にロンドン海軍軍縮条約締結国では、既存の装甲巡洋艦の一部は同条約において重巡洋艦に再分類された。また、ロンドン海軍軍縮条約に参加していないイタリアはその後のザラ級装甲巡洋艦まで「装甲巡洋艦」の艦種を使い続け、1940年の日独伊三国同盟締結に際して日本に合わせるかたちで「重巡洋艦」へ呼称変更を行った。

## 装甲帯巡洋艦
元来、艦砲では沿岸要塞に対抗できないのがセオリーとされていた。しかしクリミア戦争でフランス軍が実戦投入した装甲浮き砲台が要塞攻撃を成功させたことで、状況は一変した。この戦訓を踏まえて、フランス海軍が1859年に進水させた「ラ・グロワール」と、これに対抗してイギリス海軍が1860年に進水させた「ウォーリア」により、世界の海軍は装甲艦の時代に突入した。これらの装甲艦により攻撃された場合、要塞の優位性は盤石とはいえなくなっていた。鋼鉄艦・蒸気船時代の到来とともに、造修・補給を担う基地を世界各地に維持することが重要になっていたことから、各国海軍の遣外艦隊はこれに対抗する必要が生じた。
1870年にロシア帝国海軍が竣工させた装甲フリゲートである「クニャージ・ポジャールスキー」は、従来の装甲艦とは異なり舷側の装甲を水線部に限定する事で装甲重量を抑えており、続く1875年に竣工させた「ゲネラール＝アドミラール」は同様に水線部に帯状の装甲を施しつつ長大な航続距離を獲得、装甲巡洋艦の先鞭をつけた艦として評価されている。ロシアの有力な巡洋艦に対抗する形で、イギリス海軍も初の巡洋艦である「シャノン」以降装甲帯を有する巡洋艦の建造を進め、これらの艦は装甲帯巡洋艦（belted cruiser）と称される。しかし、防御重量の増大を避けるために装甲帯の幅を極端に圧縮した結果として、排水量が計画値よりも増えると装甲部分が容易に水没して意味をなさなくなるという欠点があったほか、特に英艦は装甲艦の延長線上の設計思想で建造されていたために、巡洋艦として必須の航洋性能が低い傾向があった。
このため、イギリス海軍の装甲帯巡洋艦は1884年度計画のオーランド級が最後となり、以後は防護巡洋艦に移行した。一方、当時第2・3の海軍国であったフランスやロシアは水線部装甲をもつ巡洋艦を重視し、建造を継続した。

## 装甲巡洋艦
1880年代後期以後の速射砲の普及は、防護巡洋艦に破滅的な影響をもたらした。防護巡洋艦では、船体内の艦枢要部は防護甲板の下で守られており、上部構造物については、ここに浸水が生じても隔壁により防止できるという目論見から無防備に晒されていた。しかし大日本帝国と清国との間で日清戦争が勃発し、1894年に黄海海戦が生起して巡洋艦を主戦力とする連合艦隊と、定遠級戦艦 (定遠級鐵甲艦) を基幹と北洋艦隊が対決すると、思わぬ戦訓が得られた。
短時間に大量の榴弾を投射された結果、艦枢要部が直撃弾を受けずとも、非装甲部が徹底的に破壊されて戦闘能力を喪失する例が多発した。この戦訓から、垂直防御をもたない防護巡洋艦の価値は急激に衰退した。
防護巡洋艦の戦術価値低下とともに、防護巡洋艦のうち大型の艦では、再び垂直防御の導入が図られた。これが装甲巡洋艦であり、その端緒とされるのが、フランス海軍が1890年に竣工させた「デュピュイ・ド・ローム」である。また上記の通り、ロシア帝国海軍が1875年に竣工させた「ゲネラール＝アドミラール」は、その先鞭をつけたものとして評価されている。
かつての装甲帯巡洋艦で断念された広範囲の装甲と航洋性能の両立を実現した背景の一つが、製鋼技術の進歩であった。この時期にはハーヴェイ鋼やクルップ鋼のように耐弾性の高い装甲用鋼板が開発され、従来の普通鋼より薄い装甲板でも所期の防弾性能を発揮できるようになっていた。しかしそれでもなお、装甲重量の抑制のためには防弾性能の妥協が必要であり、中口径速射砲に抗堪する程度に留められた。この結果、艦砲の大口径化に伴って装甲板の厚みを増すことができず、自艦の主砲に堪えられない防御力を持つ軍艦として発達していくこととなった。
これらの装甲巡洋艦は、通常の巡洋艦と同様に通商破壊や商船護衛、前路哨戒や植民地警備といった任務に投入されていたが、19世紀末ないし20世紀初頭には、更にこれを準主力艦として位置付けて、同種艦数隻で戦列を構成して戦艦部隊とともに行動する運用法が生じた。日本海軍の六六艦隊計画（1896年開始）も主力艦として戦艦6隻・装甲巡洋艦6隻を整備する計画であり、日露戦争の日本海海戦にも主力艦として投入されている。
さらに、装甲巡洋艦の攻撃力を戦艦に匹敵するほどに増大させたイギリスのインヴィンシブル級大型装甲巡洋艦が1908年に竣工した。これは、戦艦「ドレッドノート」の影響を受けた単一口径巨砲搭載艦であり、高速力であったが、防御力は従前の装甲巡洋艦と同等であった。この種の艦は、後に巡洋戦艦(Battlecruiser)と類別されるようになった。しかしこれらは、攻撃力に比して弱体な防御力という弱点を有しており、特にこれが顕著だったイギリス海軍の巡洋戦艦は、ユトランド沖海戦において砲塔への直撃弾によって轟沈した艦もある。
日露戦争で、日本海軍とロシア海軍の装甲巡洋艦は大いに活躍した。
ロシア帝国海軍のウラジオストク巡洋艦隊（通称浦潮艦隊）は装甲巡洋艦3隻と防護巡洋艦1隻を基幹とし、日露開戦と同時に日本列島近海で通商破壊を実施、日本軍に脅威を与えた（常陸丸事件）。日本海軍の第二艦隊司令長官上村彦之丞中将が率いる装甲巡洋艦6隻（出雲、八雲、磐手、吾妻、浅間、常磐）の巡洋艦戦隊は上村艦隊と呼ばれ、ウラジオ艦隊を必死に捜索し、蔚山沖海戦でウラジオ艦隊を撃破した。また旅順口攻撃、黄海海戦、日本海海戦で、上村艦隊（第二艦隊）の装甲巡洋艦は東郷提督の第一艦隊と共に連合艦隊を編成し、ロシア海軍と太平洋艦隊（旅順艦隊）やバルチック艦隊の主力艦と交戦した。日本海海戦時の連合艦隊は旅順封鎖作戦で開戦時保有戦艦6隻のうち戦艦2隻を喪失していたので、輸入したイタリア製装甲巡洋艦2隻を第一艦隊に編入した。
これらの海戦で装甲巡洋艦の攻撃力不足が目立つようになり、日本海軍は防御力を妥協して攻撃力と速力を重視した筑波型装甲巡洋艦を建造した。
さらにイギリス海軍がインヴィンシブル級装甲巡洋艦を完成させたことで、装甲巡洋艦から発展した「巡洋戦艦」という艦型が誕生した。
第一次世界大戦になると、ドイツ帝国の装甲巡洋艦と、イギリス海軍の巡洋戦艦との間で、幾度かの海戦がおこった。1914年12月8日のフォークランド沖海戦では、ドイツ東洋艦隊 (Ostasiengeschwader) のシャルンホルスト級装甲巡洋艦2隻および小型巡洋艦2隻と、インヴィンシブル級巡洋戦艦を基幹とするスターディ提督のイギリス艦隊が交戦した。巡洋戦艦が装甲巡洋艦を圧倒し、ドイツ東洋艦隊は全滅した。
1915年1月24日のドッガー・バンク海戦では、ドイツ帝国の大洋艦隊 (Hochseeflotte) に所属するヒッパー提督の偵察戦隊と、グランドフリート (Grand Fleet) に所属するビーティー提督の第1巡洋戦艦戦隊 (1st Battlecruiser Squadron) が交戦した。イギリス巡洋戦艦5隻がドイツ偵察戦隊を追撃し、ドイツ巡洋戦艦3隻は逃げ切ったがドイツ装甲巡洋艦ブリュッヒャー (SMS Blücher) が撃沈された。
このように装甲巡洋艦は巡洋戦艦に勝てないことが明白となり、その存在意義は消滅した。
ユトランド沖海戦では、ドイツ帝国のザイドリッツ (SMS Seydlitz) などドイツ巡洋戦艦が堅牢性を発揮し、逆にイギリス海軍の巡洋戦艦が防御力不足を露呈した。各国とも建造中の巡洋戦艦の設計変更を実施、巡洋戦艦は高速戦艦に変貌していった。
装甲巡洋艦では巡洋戦艦に勝ち目がないことが明白となり、廃止の運命を辿った。巡洋戦艦も、従来型戦艦を凌駕する天城型巡洋戦艦やG3型巡洋戦艦が建造（計画）された時点でワシントン会議が開催され、ワシントン海軍軍縮条約の締結により一部の艦が排水量1万トン以上の主力艦保有制限枠の対象となる。新型巡洋戦艦は軒並み建造中止となり、既存の巡洋戦艦も次々に廃棄された。
1930年のロンドン海軍軍縮会議において、一等巡洋艦（重巡洋艦）と二等巡洋艦（軽巡洋艦）という新しい定義がなされた。第二次世界大戦時の巡洋艦は、おおむね重巡か軽巡の二種に絞られていた。一方、装甲巡洋艦は前述のように存在意義を失った。日本海軍の装甲巡洋艦も、旧式化により海防艦に類別変更されている。ただし、チリ海軍の「ジェネラル・オヒギンズ」やスウェーデン海軍のフィルギア等、一部海軍では第二次世界大戦期でも運用されていた。日本海軍の装甲巡洋艦（海防艦）も練習艦隊として長期間運用されたほか、出雲は第三艦隊や支那方面艦隊旗艦として日中戦争に参戦し、常磐は機雷敷設艦に改造されて太平洋戦争時も活躍した。太平洋戦争では1942年に海防艦の定義が変更され、出雲、八雲、磐手が「一等巡洋艦」に類別変更されている。

## 各国の装甲巡洋艦
世界で最初に蒸気機関のみで航行する装甲巡洋艦を竣工させたフランス海軍から順に各国の装甲巡洋艦を竣工順に並べる。

### フランス海軍
- デュピュイ・ド・ローム（1890年竣工、6,676トン、19cm（45口径）単装砲2基、19.7ノット）1隻
- アミラル・シャルネ級（1894年竣工、4,681トン、19cm（45口径）単装砲2基、19ノット）4隻
  - アミラル・シャルネ、ブリュイ、シャンジー、ラトゥーシュ・トレヴィル
- ポテュオ（1897年竣工、5,375トン、19cm（40口径）単装砲2基、19ノット）1隻
- ジャンヌ・ダルク（1902年竣工、11,092トン、19cm（40口径）単装砲2基、21.8ノット）1隻
- ゲイドン級（1902年竣工、9,367トン、19cm（40口径）単装砲2基、21.8ノット）4隻
  - デュプティ・トゥアール、ゲイドン、モンカルム
- デュプレクス級（1903年竣工、7,432トン、16cm（45口径）連装砲4基、21ノット）3隻
  - ドゥゼ、デュプレクス、クレベ
- アミラル・オーブ級（1903年竣工、9,534トン、19cm（40口径）単装砲2基、16cm（45口径）単装砲8基、21.5ノット）5隻
  - アミラル・オーブ、コンデ、グロワール、マルセイエーズ、シュリー
- レオン・ガンベタ級（1905年竣工、11,959トン、19cm（40口径）連装砲2基、16cm（45口径）連装砲6基+同単装砲4基、22.5ノット）3隻
  - レオン・ガンベタ、ジュール・フェリー、ヴィクトル・ユゴー
- ジュール・ミシュレ（1908年竣工、13,105トン、19cm（50口径）連装砲2基、16cm（45口径）単装砲12基、22.5ノット）
- エルネスト・ルナン（1909年竣工、13,504トン、19cm（50口径）連装砲2基、16cm（45口径）単装砲12基、23ノット）
- エドガール・キネ級（1911年竣工、13,874トン、19cm（50口径）連装砲2基+同単装砲10基、23ノット）2隻
  - エドガール・キネ、ワルデック・ルソー

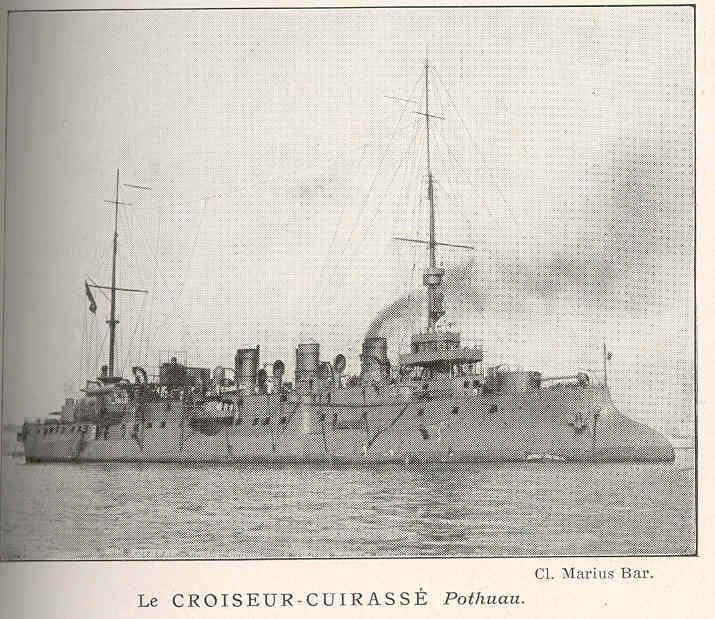
ポテュオ
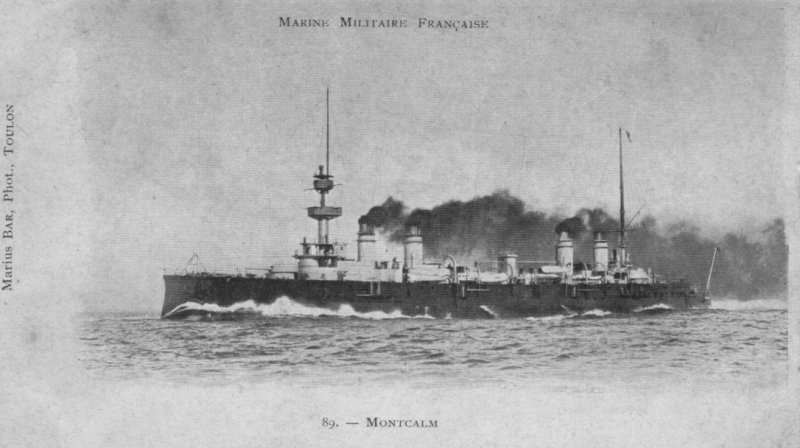
ゲイドン級モンカルム
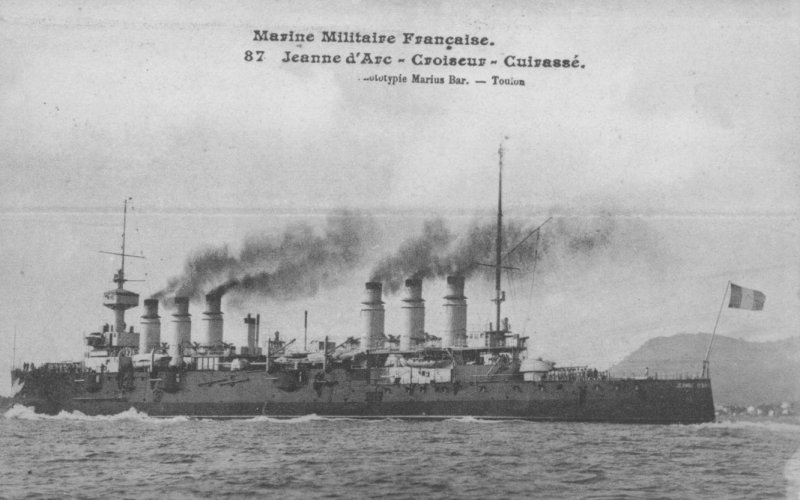
装甲巡洋艦ジャンヌ・ダルク
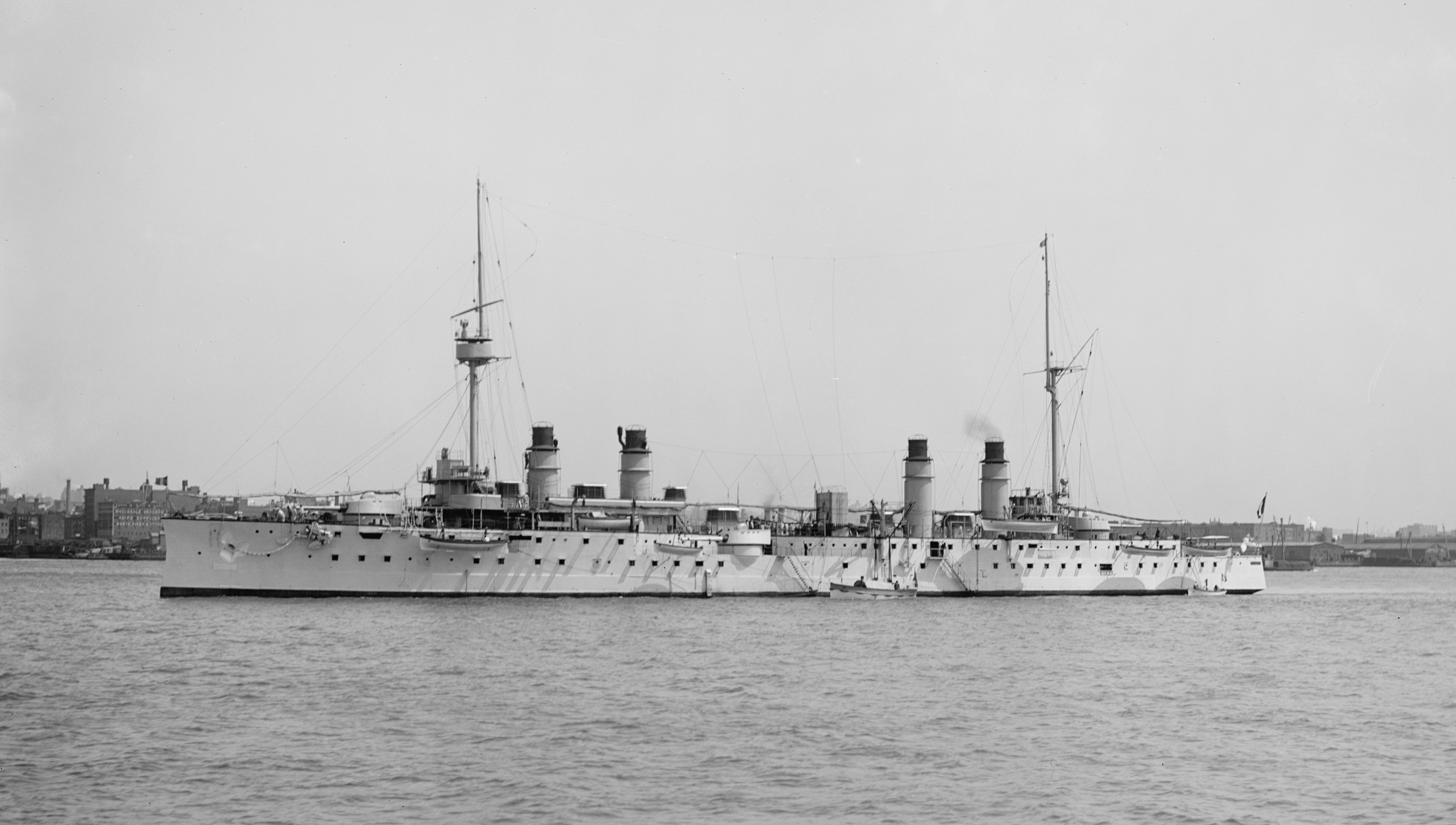
デュプレクス級クレベ
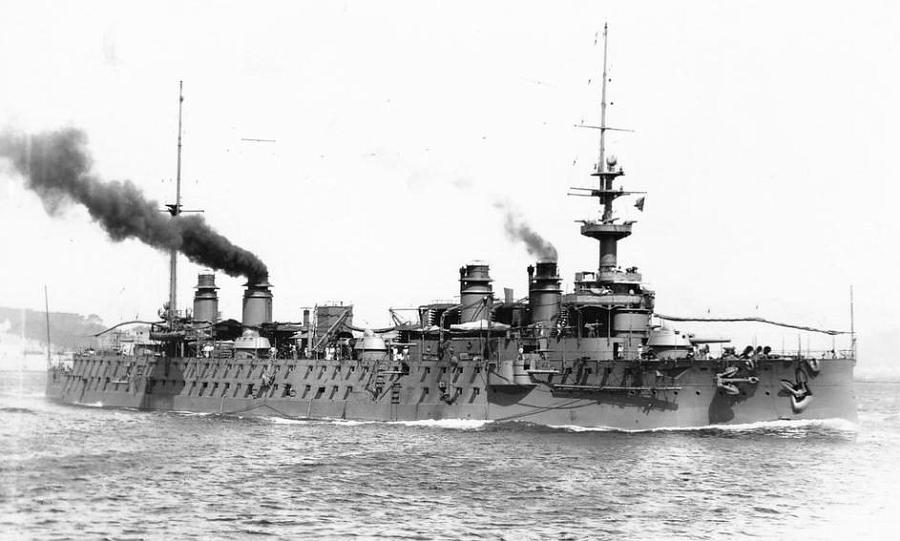
アミラル・オーブ級グロワール
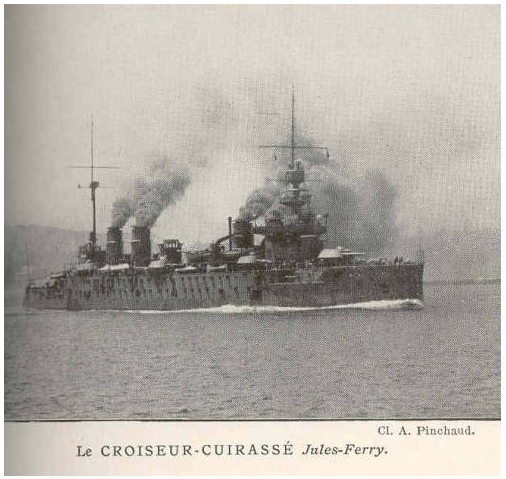
レオン・ガンベタ級ジュール・フェリー
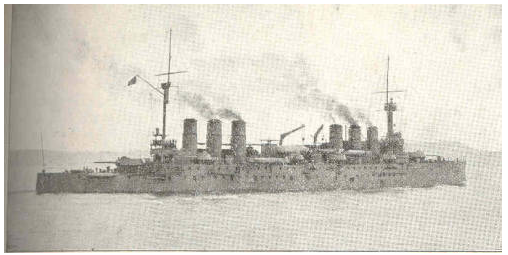
装甲巡洋艦エルネスト・ルナン
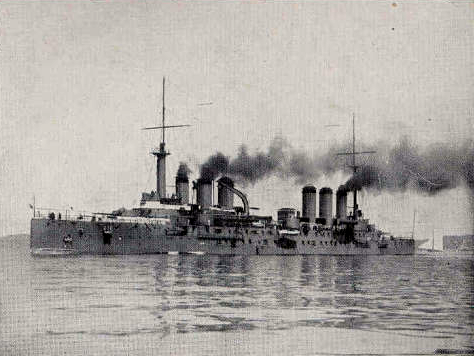
装甲巡洋艦エドガール・キネ

### 帝政ロシア海軍
- パミャート・アゾヴァ級（1890年竣工、6,670トン、20.3cm（35口径）単装砲2基、15.2cm（35口径）単装砲13基、17ノット）1隻
- リューリク（I）（1895年竣工、11,690トン、20.3cm（35口径）単装砲4基、15.2cm(45口径）単装砲16基、18.7ノット）1隻
- ロシア（1897年竣工、12,195トン、20,3cm（45口径）単装砲6基、15.2cm（45口径）単装砲14基、19ノット）1隻
- グロムボイ（1900年竣工、11,359トン、20.3cm（45口径）単装砲6基、15.2cm（45口径）単装砲20基、20ノット）1隻
- バヤーン（I）1902年竣工、7,835トン、20.3cm（45口径）単装砲2基、15.2cm（45口径）単装砲8基、22.5ノット）1隻
- アドミラル・マカロフ級（1906年竣工、7,835トン、20.3cm（45口径）単装砲2基、15.2cm（45口径）単装砲8基、22.5ノット）3隻
  - アドミラル・マカロフ、バヤーン（II）、パルラダ
- リューリク（II）（1906年竣工、15,170トン、25.4cm（50口径）連装砲2基、20.3cm（45口径）連装砲4基、21.5ノット）1隻

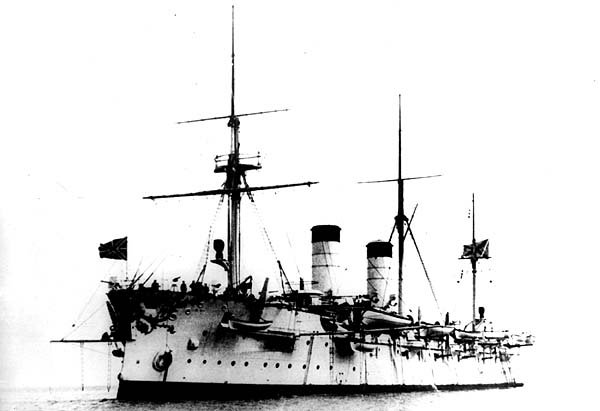
装甲巡洋艦リューリク(初代)
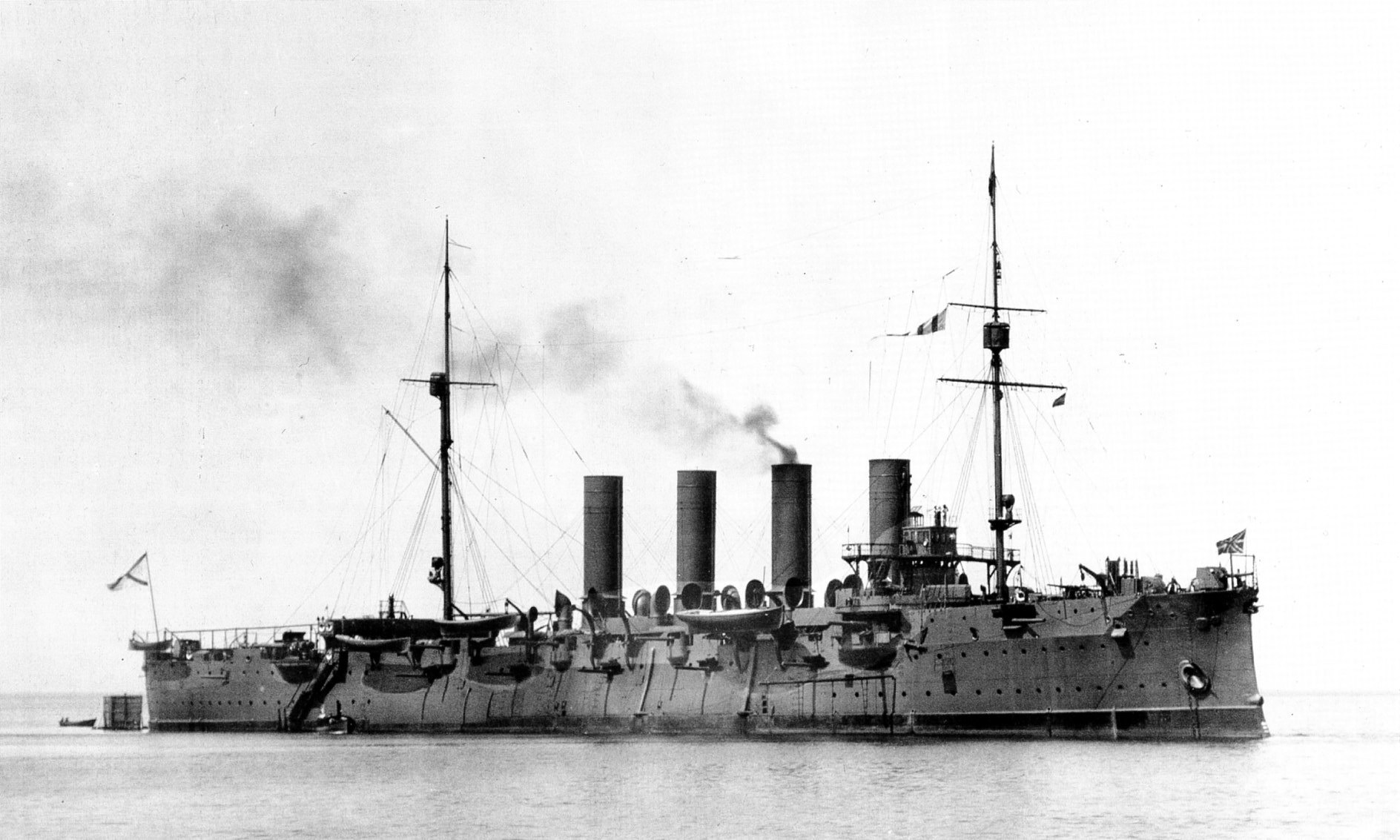
装甲巡洋艦ロシア
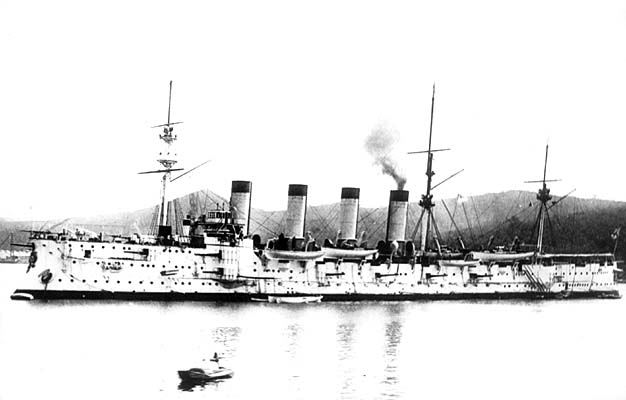
装甲巡洋艦グロムボイ
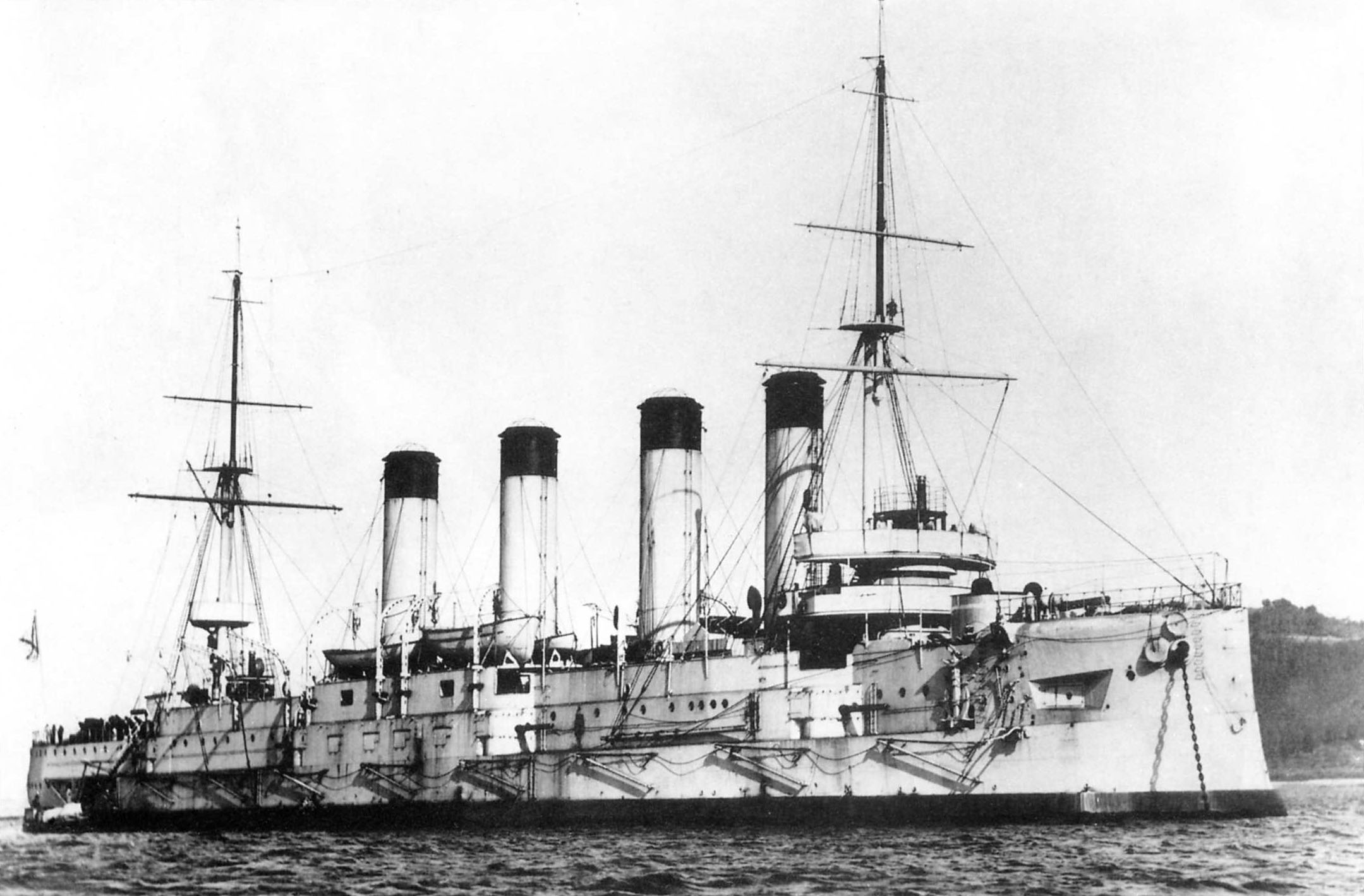
装甲巡洋艦バヤーン
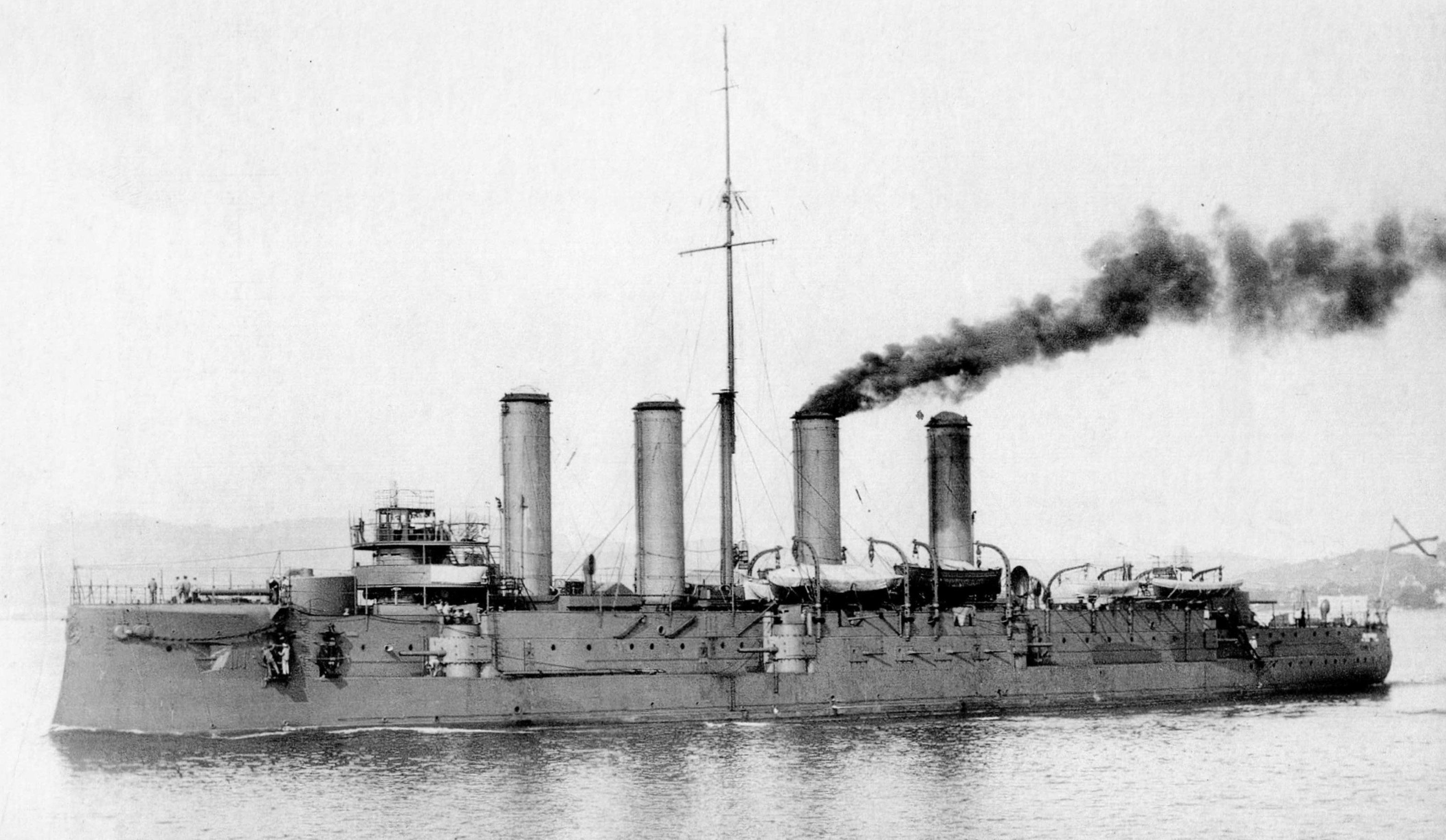
装甲巡洋艦アドミラル・マカロフ
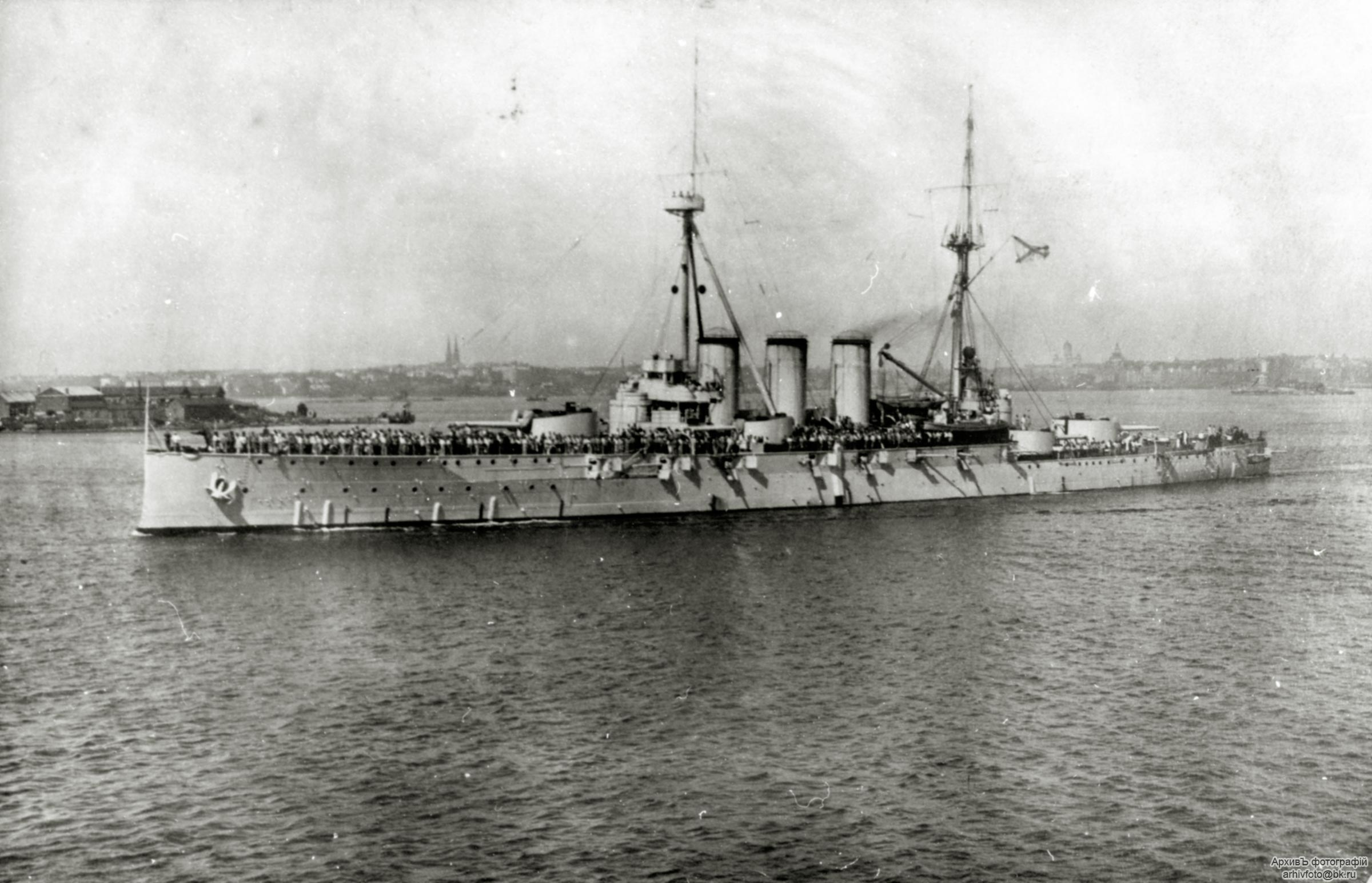
装甲巡洋艦リューリク(2代目)

### アメリカ海軍
- メイン（1895年竣工、6,682トン、25.4 cm（30口径）連装砲2基、16ノット）1隻
- ニューヨーク（1893年竣工、8,150トン、20.3cm（35口径）連装砲2基+同単装砲2基、20ノット）1隻

→1911年2月、サラトガと改名→1917年12月、ロチェスターと改名
- ブルックリン (1896年竣工、9,215トン、20.3cm（35口径）連装砲4基、20ノット）1隻
- ペンシルベニア級（1901年〜1908年竣工、13,680トン、20.3cm（40口径）連装砲2基、22ノット）6隻
  - ペンシルベニア、ウェストバージニア、カリフォルニア、コロラド、メリーランド、サウスダコタ
- テネシー級（1904年〜1908年竣工、14,733トン、25.4cm（40口径）連装砲2基、22ノット）4隻
  - テネシー、ワシントン、ノースカロライナ、モンタナ

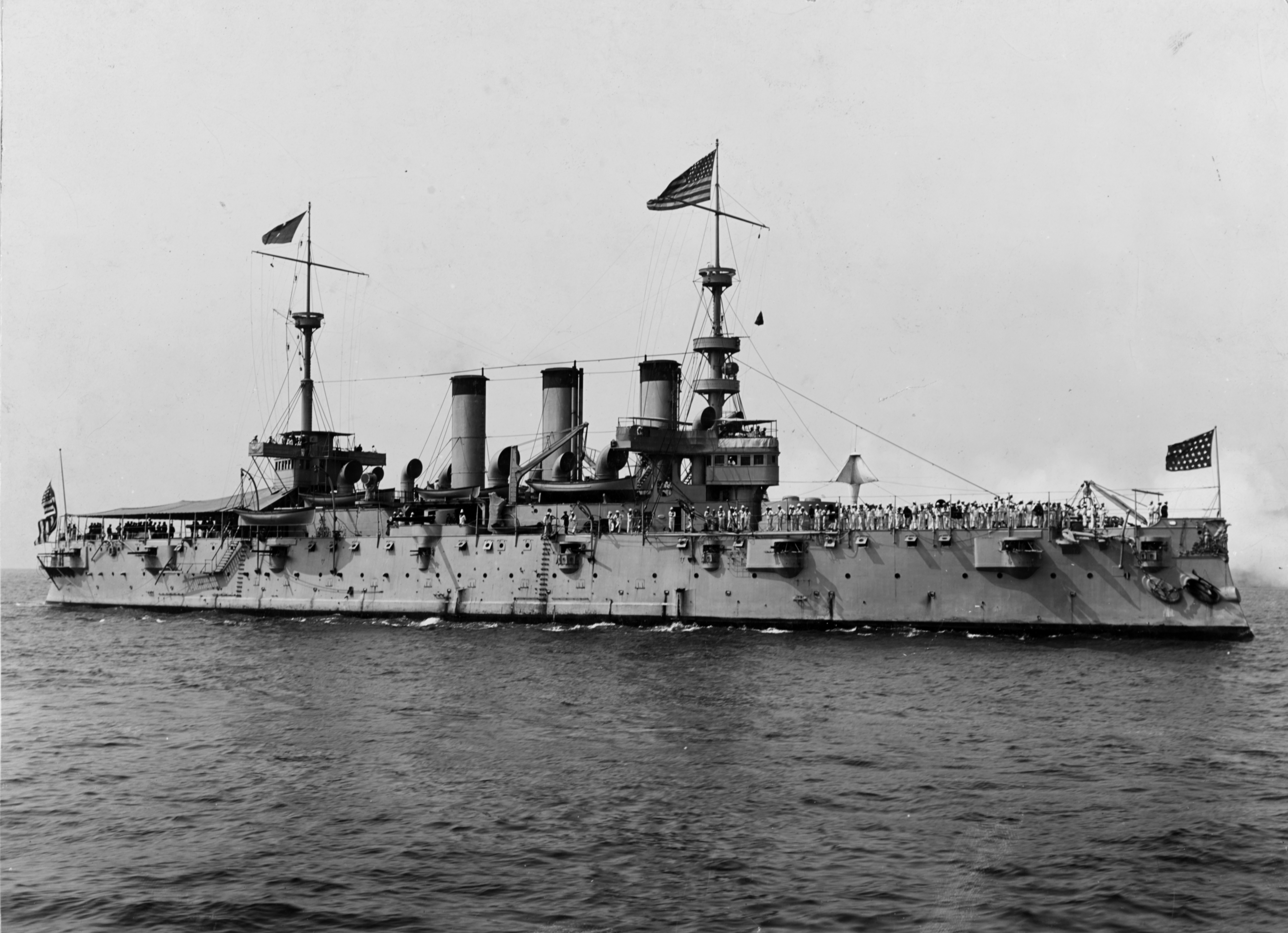
装甲巡洋艦ニューヨーク
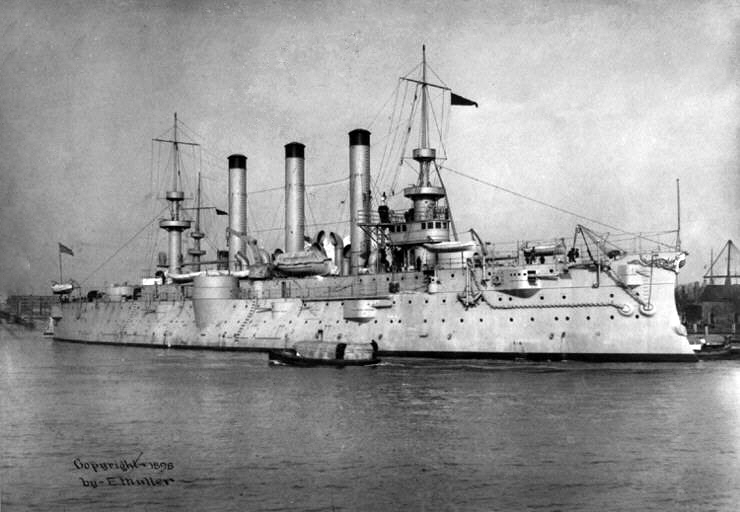
装甲巡洋艦ブルックリン
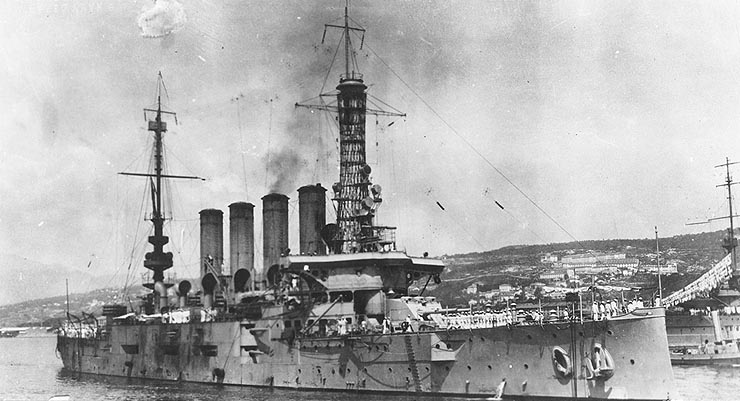
装甲巡洋艦ピッツバーグ(旧：ペンシルベニア)
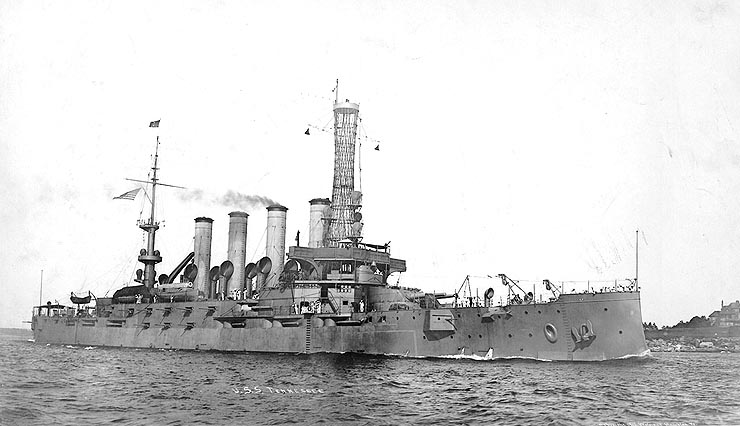
装甲巡洋艦テネシー

### イタリア海軍
- マルコ・ポーロ（1894年、4,580トン、15.2cm（40口径）単装砲6基、17ノット）1隻
- ヴェットール・ピサニ級（1898年、6,720トン、15.2cm（40口径）単装砲6基、19ノット）2隻
  - ヴェットール・ピサニ、カルロ・アルベルト
- ジュゼッペ・ガリバルディ級（1901年、7,350トン、25.4cm（40口径）単装砲1基+20.3cm（45口径）連装砲1基、19.7ノット）3隻
  - ジュゼッペ・ガリバルディ、ヴァレーゼ、フランチェスコ・フェルッキオ
- ピサ級（1909年、9,960トン、25.4cm（45口径）連装砲2基、19cm（45口径）連装砲4基、23ノット）2隻
  - ピサ、アマルフィ
- サン・ジョルジョ級（1910年、9,832トン、25.4cm（45口径）連装砲2基、19cm（45口径）連装砲4基、23.2ノット）2隻
  - サン・ジョルジョ、サン・マルコ
- ザラ級（1931年、11,870トン、20.3cm（53口径）連装砲4基、33ノット）4隻
  - ザラ、フィウメ、ゴリツィア、ポーラ

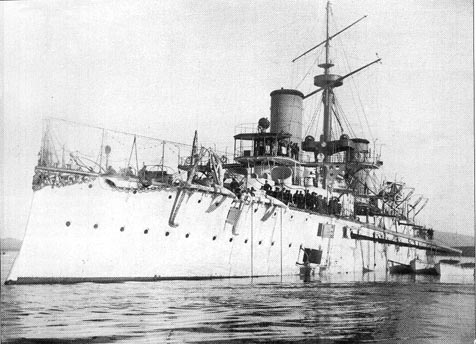
装甲巡洋艦ジュゼッペ・ガリバルディ
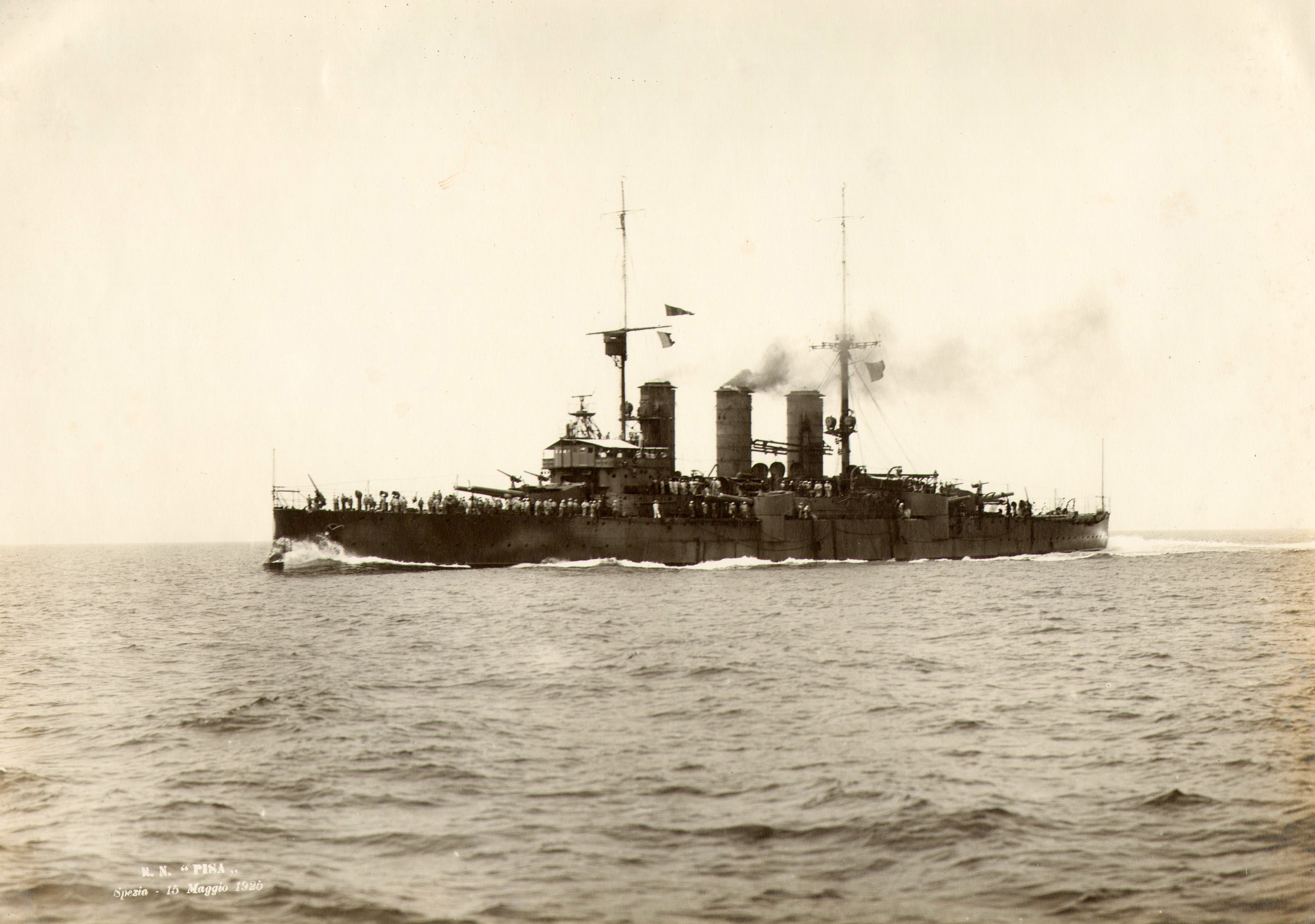
装甲巡洋艦ピサ

### 日本海軍
- 浅間型（1899年イギリス、アームストロング社造船所にて竣工、9,700トン:、20.3cm（45口径）連装砲2基、21.5ノット）2隻
  - 浅間、常磐
- 八雲（1900年ドイツ、フルカン造船所にて竣工、9,695トン: 20.3cm（45口径）連装砲2基、20.5ノット）1隻
- 吾妻（1900年フランス、ロワール社サン・ナゼール造船所にて竣工、9,326トン、 20.3cm（45口径）連装砲2基、20ノット）1隻
- 出雲型（1900年イギリス、アームストロング社造船所にて竣工、9,775トン、 20.3cm（45口径）連装砲2基、20.8ノット）2隻
  - 出雲、磐手

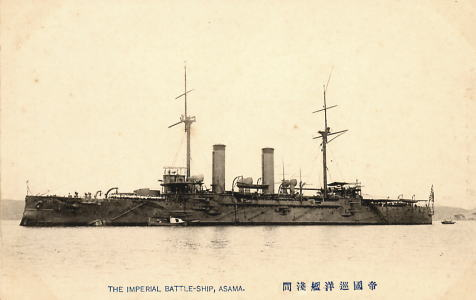
春日型（イタリアのジュゼッペ・ガリバルディ級装甲巡洋艦を輸入したもの。1904年イタリア、アンサルド社造船所にて竣工、7,700トン、春日は25.4cm（40口径）単装砲1基、20.3cm（45口径）連装砲1基、日進は20.3cm（45口径）連装砲2基、20.0ノット）2隻
  - 春日（旧アルゼンチン海軍「リバダビア」）、日進（旧アルゼンチン海軍「マリアノ・モレノ」）
- 筑波型（日本で建造。1907年竣工、13,750トン、30.5cm（45口径）連装砲2基、20.5ノット）2隻
  - 筑波 生駒
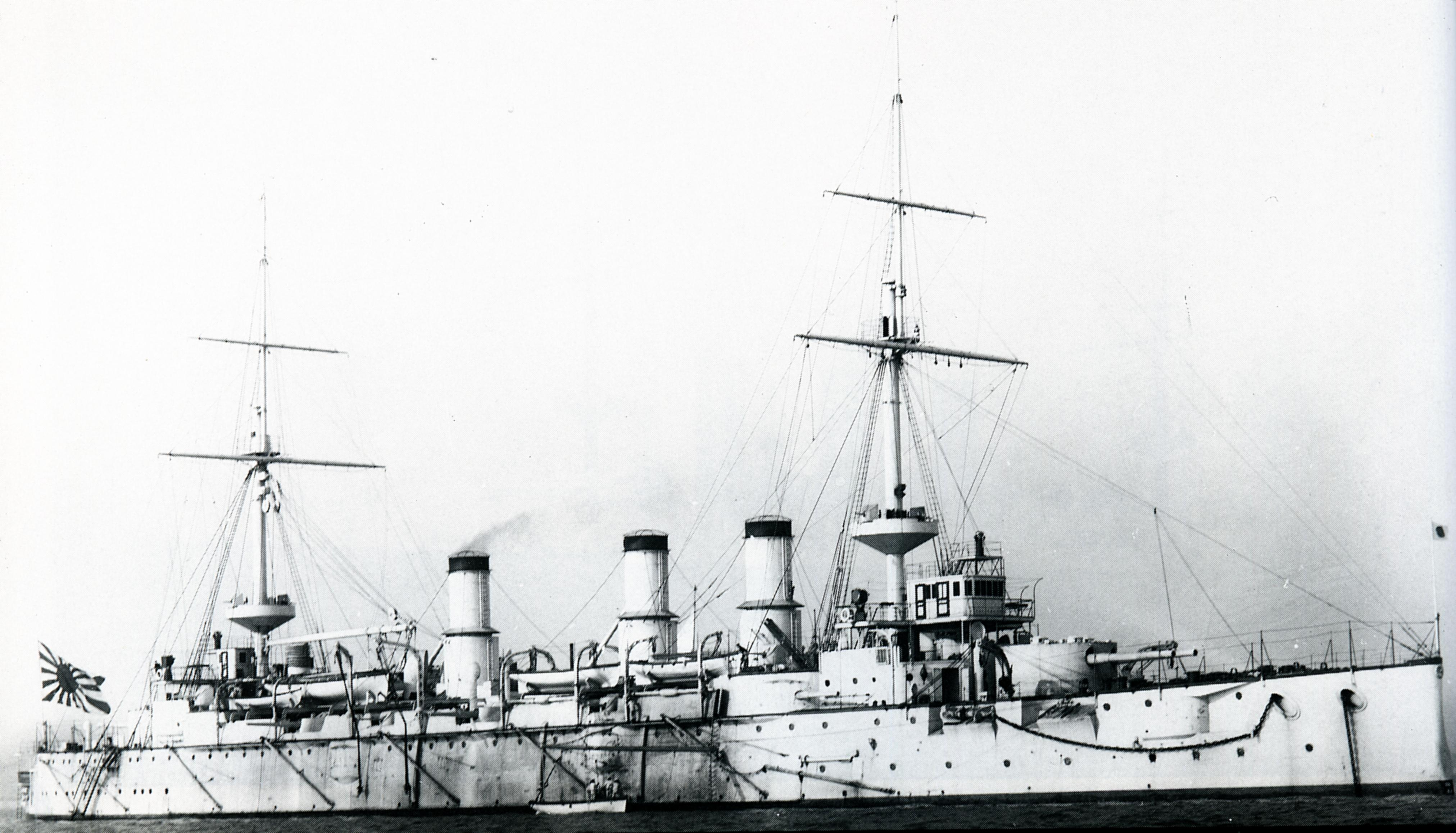
鞍馬型（日本で建造。1911年竣工、14,636トン、30.5cm（45口径）連装砲2基、20.3cm（45口径）連装砲4基、21.25ノット）2隻（1912年8月28日、巡洋戦艦に類別変更[32]。）
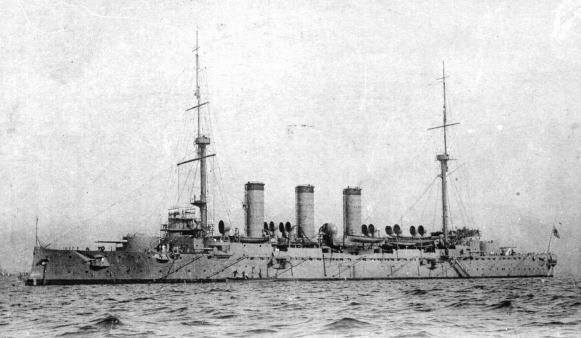
装甲巡洋艦八雲
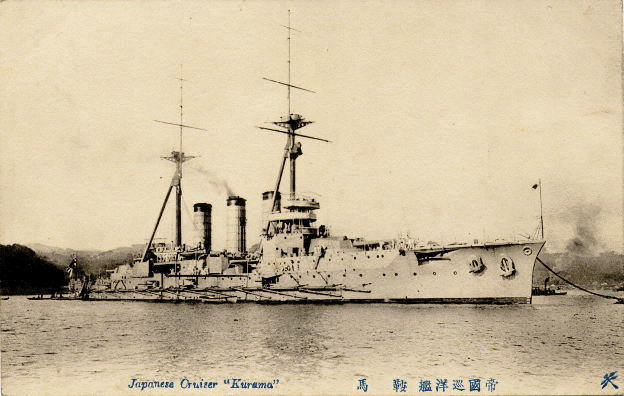
装甲巡洋艦鞍馬
  - 鞍馬 伊吹
- 金剛型[35]（26,330トン、35.6cm（45口径）連装砲4基、15.2cm（50口径）単装砲16基、27.5ノット）4隻
  - 金剛（伊号装甲巡洋艦。イギリス、ヴィッカース社。1913年8月竣工。）[注釈 16]、比叡（卯号装甲巡洋艦。日本）、榛名（第二号装甲巡洋艦、日本。）、霧島（第三号装甲巡洋艦、日本。）[35]

- 装甲巡洋艦浅間
- 装甲巡洋艦吾妻
- 装甲巡洋艦八雲
- 装甲巡洋艦鞍馬

### ドイツ海軍
- フュルスト・ビスマルク（1900年、10,700トン、24cm（40口径）連装砲2基、18.7ノット）
- プリンツ・ハインリヒ（1902年、8,890トン、24cm（40口径）単装速射砲2基、19.9ノット）
- プリンツ・アーダルベルト級（1903年、9,090トン、21cm（40口径）連装速射砲2基、20.4ノット）
  - プリンツ・アーダルベルト、フリードリヒ・カール
- ローン級（1905年、9,550トン、21cm（40口径）連装速射砲2基、21.1ノット）
  - ローン、ヨルク
- シャルンホルスト級（1907年、11,610トン、21cm（40口径）連装速射砲2基+同単装速射砲4基、23.5ノット）
  - シャルンホルスト、グナイゼナウ
- ブリュッヒャー（1909年、15,840トン、21cm（44口径）連装速射砲6基、25.4ノット）

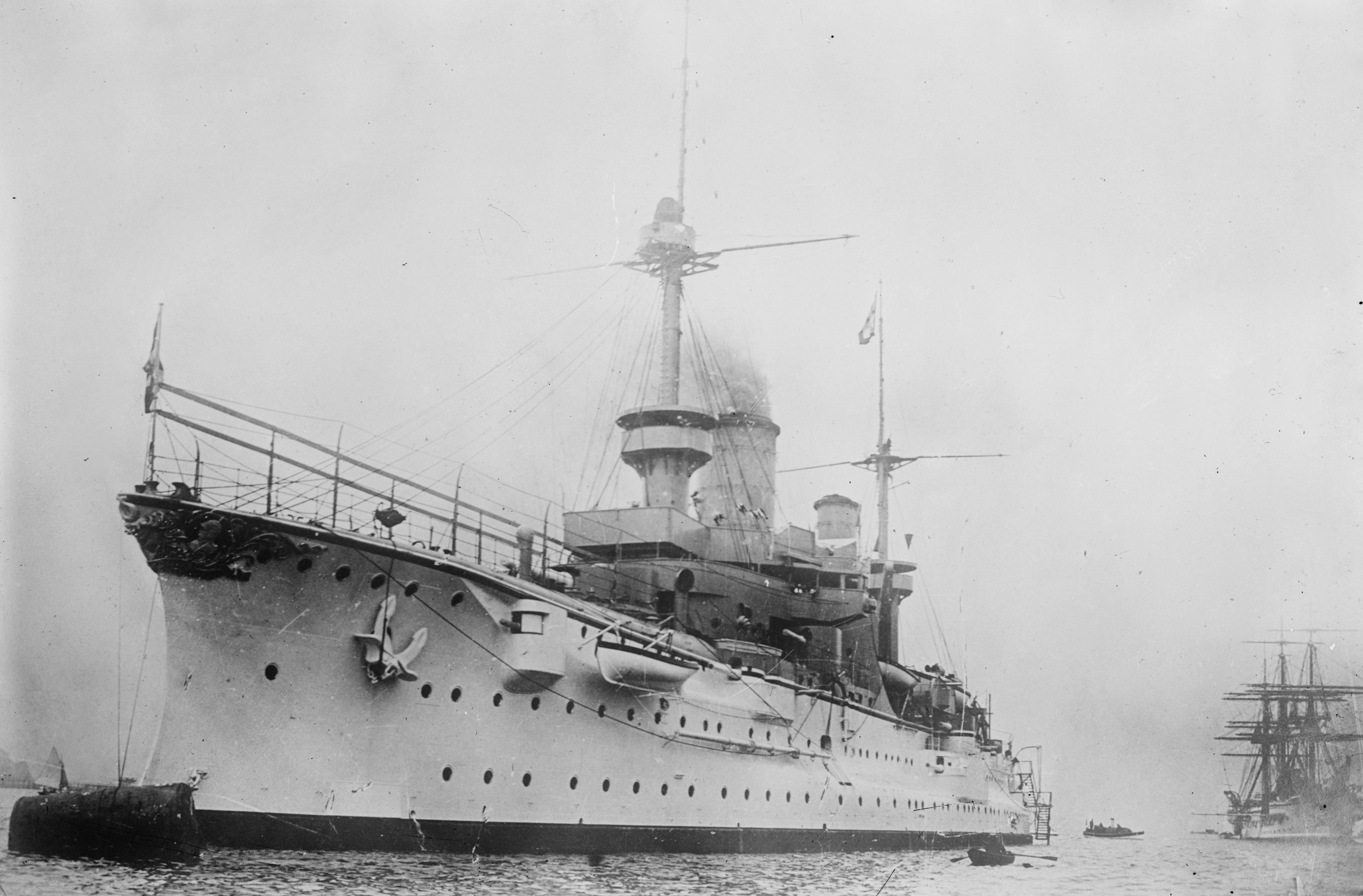
ドイツ海軍フュルスト・ビスマルク
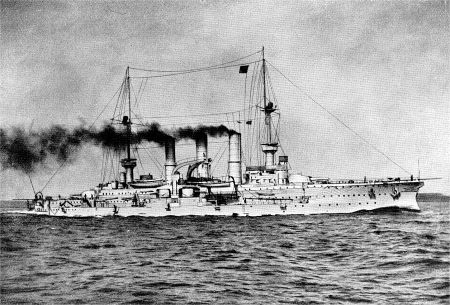
ドイツ海軍プリンツ・アダルベルト
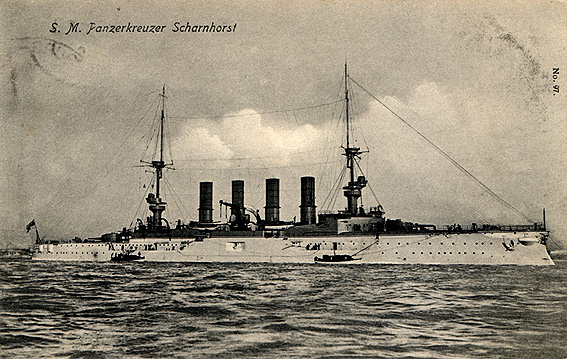
ドイツ海軍シャルンホルスト
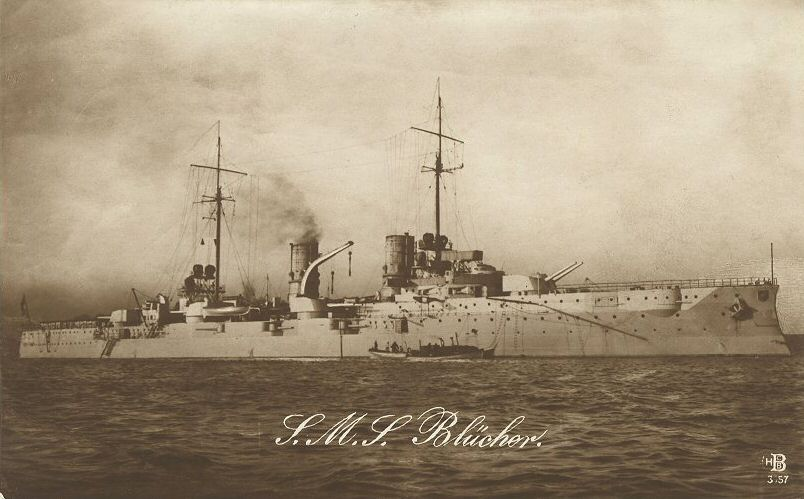
ドイツ海軍ブリュッヒャー

### イギリス海軍
- クレッシー級（1901年竣工、12,000トン、23.4cm（40口径）単装砲2基、21ノット）6隻
  - アプーキア、バッカント、クレッシー、ユーライアス、ホーグ、サトレッジ
- ドレイク級（1902年竣工、14,150トン、23.4cm（45口径）単装砲2基、23ノット）4隻
  - ドレイク、グッド・ホープ、キング・アルフレッド、リヴァイアサン
- モンマス級（1903年竣工、9,800トン、15.2cm（45口径）連装速射砲2基+同単装速射砲10基、23ノット）10隻
  - エセックス、ケント、ベドフォード、モンマス、ベリック、コーンウォール、カンバーランド、ドニゴール、ランカスター、サフォーク
- デヴォンシャー級（1905年竣工、10,850トン、19.1cm（45口径）単装速射砲4基、22.25ノット）6隻
  - アントリム、アーガイル、カーナヴォン、デヴォンシャー、ハンプシャー、ロックスバラ
- デューク・オブ・エジンバラ級（1906年竣工、13,550トン、23.4cm（45口径）単装砲6基、23.25ノット）2隻
  - ブラック・プリンス、デューク・オブ・エジンバラ
- ウォーリア級（1906年竣工、13,550トン、23.4cm（45口径）単装砲6基、19.1cm（45口径）単装砲4基、23ノット）4隻
  - アキリーズ、コクラン、ナタル、ウォーリア
- マイノーター級（1908年竣工、14,600トン、23.4cm（50口径）連装砲2基、19.1cm（50口径）単装砲10基、23ノット）2隻
  - ディフェンス、マイノーター、シャノン

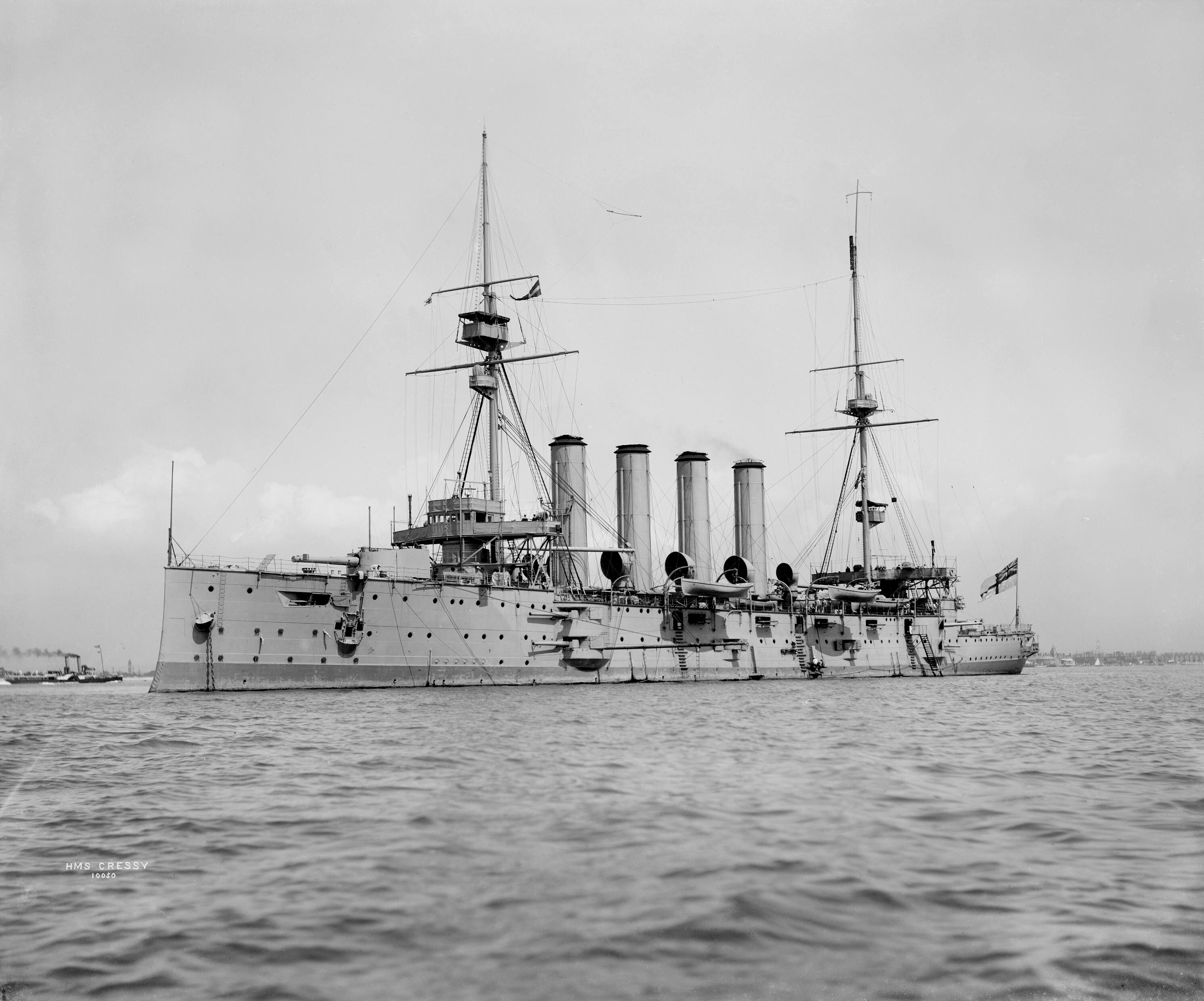
装甲巡洋艦クレッシー
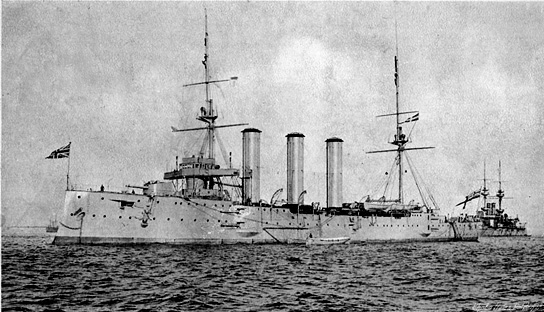
装甲巡洋艦マンマス
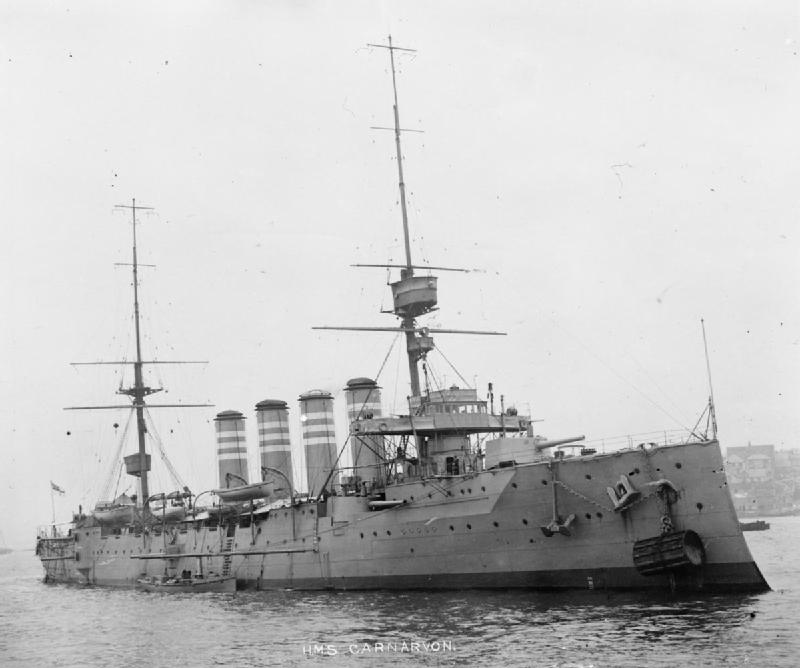
装甲巡洋艦カーナヴォン
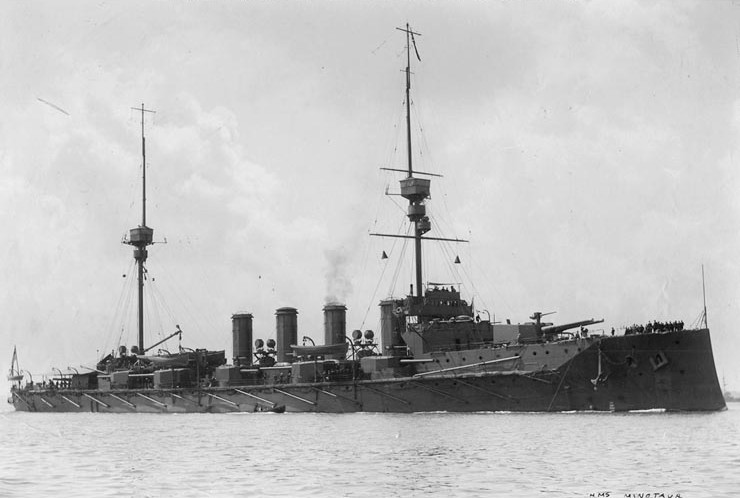
装甲巡洋艦マイノーター

### オーストリア＝ハンガリー帝国海軍
- カイゼリン・ウント・ケーニギン・マリア・テレジア（1895年、5,164トン、24cm（35口径）単装砲2基、18.9ノット）1隻
- カイザー・カール6世（1900年、6,970トン、24cm（40口径）単装速射砲2基、20.0ノット）1隻
- ザンクト・ゲオルク（1905年、8,070トン、24cm（40口径）連装速射砲1基、22.0ノット）1隻

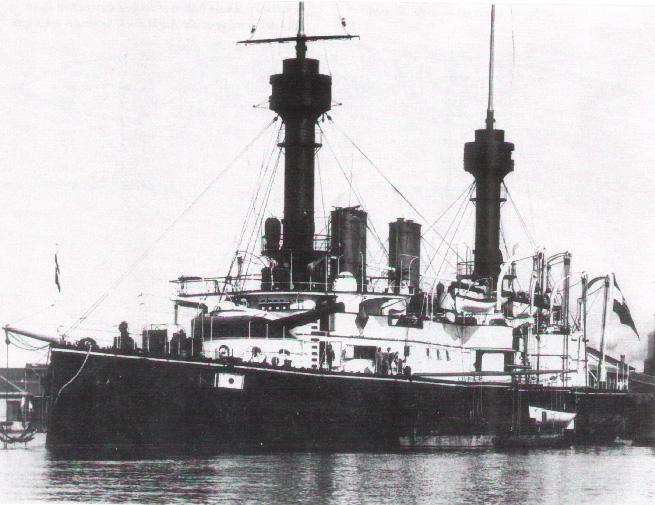
カイゼリン・ウント・ケーニギン・マリア・テレジア
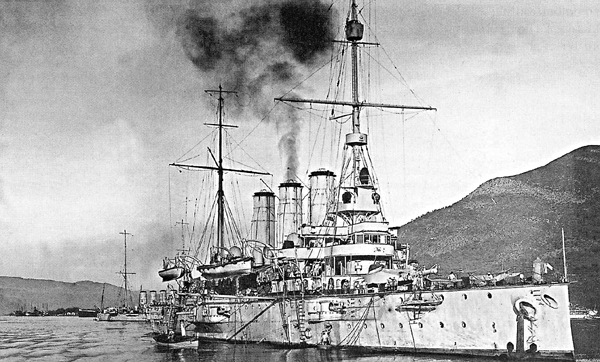
カイザー・カール6世
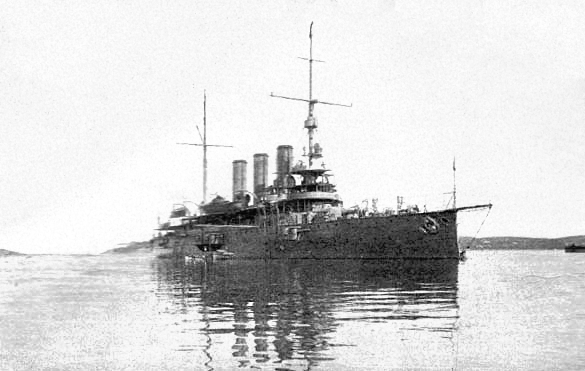
ザンクト・ゲオルク

### チリ海軍
- エスメラルダ（イギリスから1895年購入、8,500トン、20.3cm（40口径）単装砲2基、22.25ノット）
- ジェネラル・オヒギンズ（イギリスから1896年購入、8,500トン、20.3cm（45口径）単装砲4基、21.6ノット）

### スペイン海軍

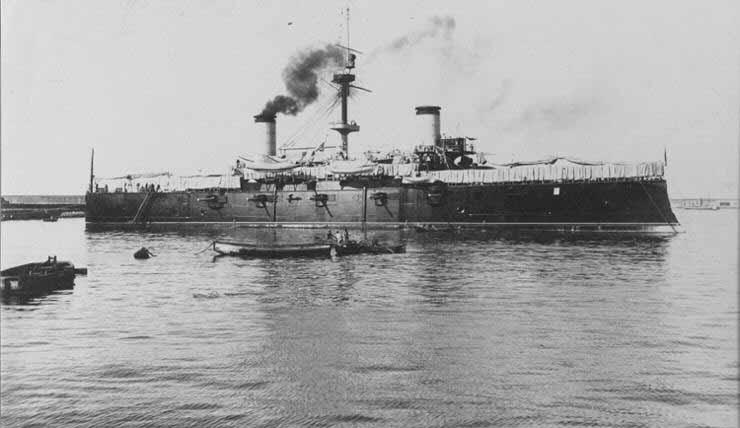
クリストーバル・コロン（1897年、6,840トン: 24cm（42口径）単装砲2基、19.5ノット）1隻
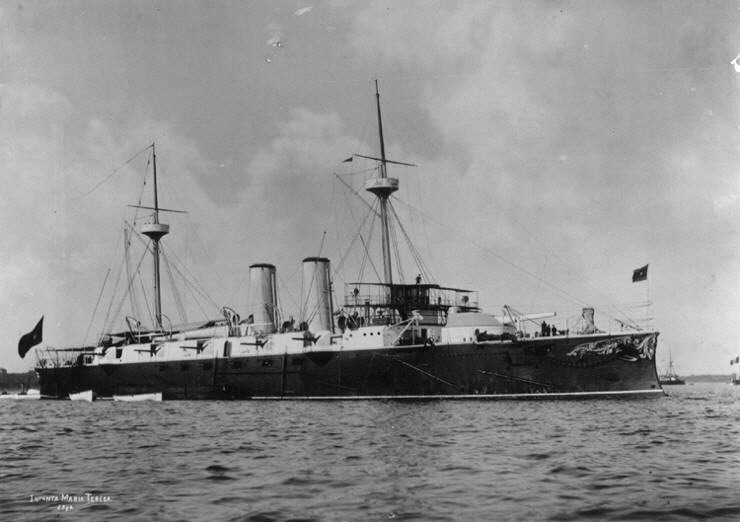
インファンタ・マリア・テレサ級（1893年、6,890トン: 28cm（35口径）単装砲2基、20.25ノット）3隻
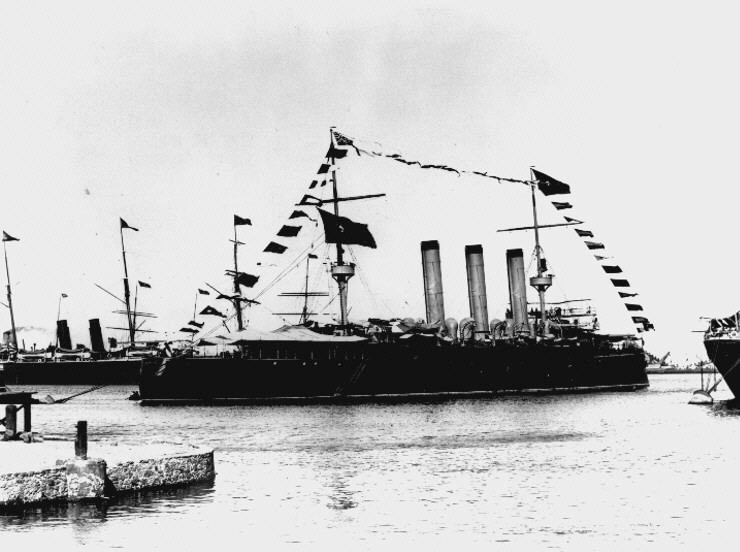
エンペラドル・カルロス5世

インファンタ・マリア・テレサ（Infanta Maria Theresa）、ビスカヤ（Vizcaya）、アルミランテ・オクェンド （Almirante Oquendo）
- エンペラドル・カルロス5世（1898年、9,235トン: 28cm（35口径）単装砲2基、20.0ノット）1隻
- プリンセサ・デ・アストゥリアス級（?年、6,500トン: 24cm（42口径）単装砲2基、18.0ノット）3隻

プリンセサ・デ・アストゥリアス（Princesa de Asturias）、カルデナル・シスネロス（Cardenal Cisneros）、カタルーニャ（Cataluña）
- クリストーバル・コロン
- インファンタ・マリア・テレサ
- エンペラドル・カルロス5世

### スウェーデン海軍
- フィルギア（1907年竣工、4,980トン、15.2cm（50口径）連装砲4基、22ノット）1隻

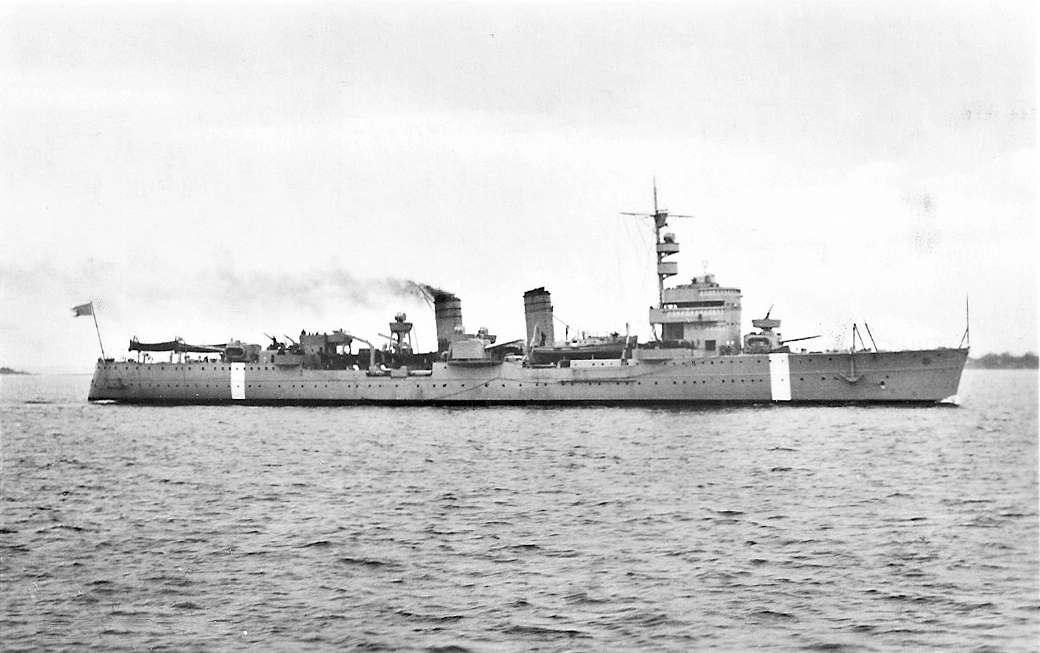
第二次大戦時のフィルギア

### ギリシャ海軍
- イェロギオフ・アヴェロフ（イタリアのピサ級装甲巡洋艦を輸入したもの。1911年竣工、9,950トン、23.4cm（45口径）連装砲2基、19.1cm（45口径）連装砲4基、22.5ノット）1隻

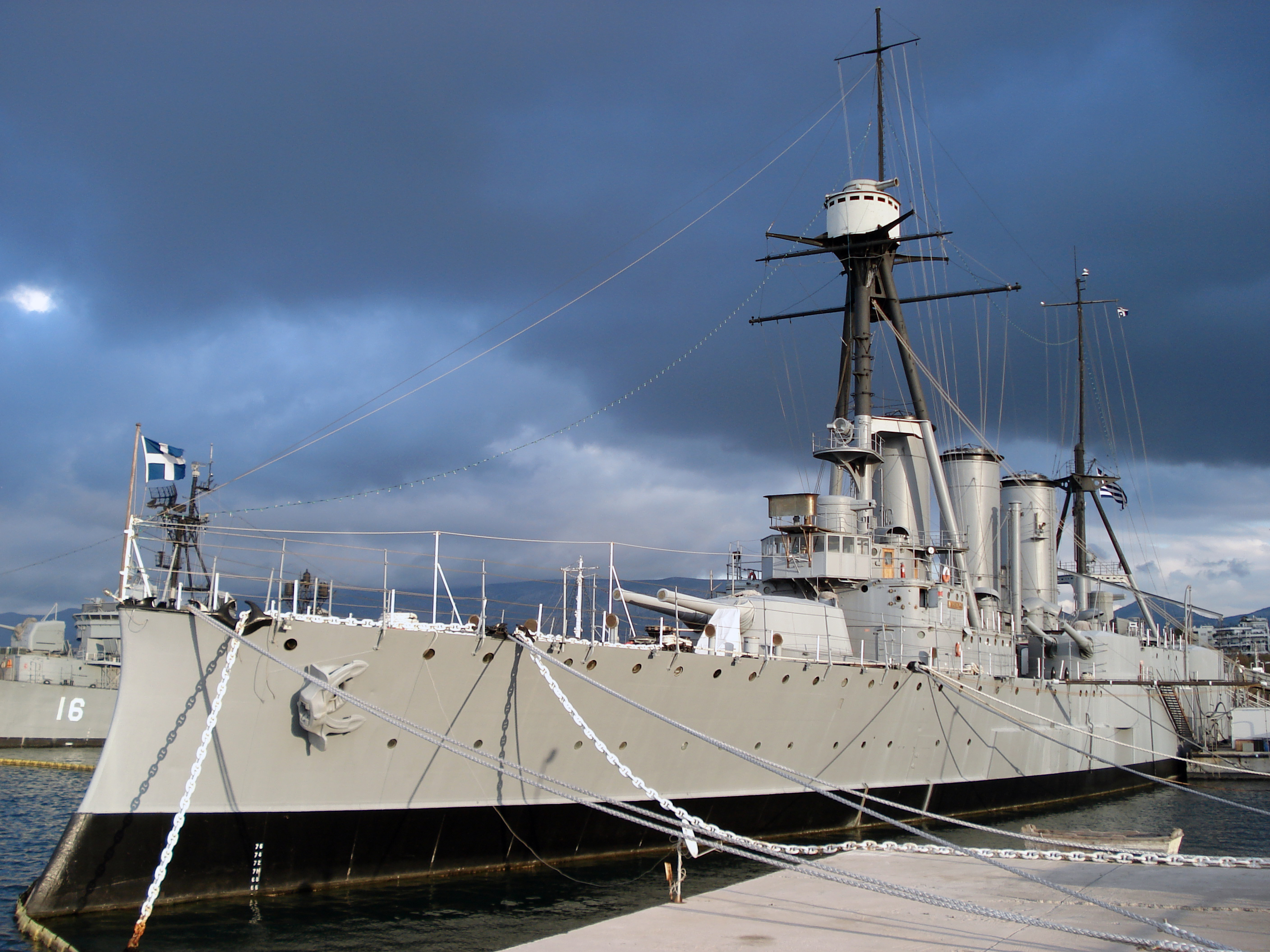
装甲巡洋艦イェロギオフ・アヴェロフ